# Kalvsjön (Gunnarps socken, Halland)
Kalvsjön är en sjö i Falkenbergs kommun i Halland och ingår i Ätrans huvudavrinningsområde. Sjön är 7 meter djup, har en yta på 0,144 kvadratkilometer och är belägen 129 meter över havet. Sjön avvattnas av vattendraget Skärshultaån.

## Delavrinningsområde
Kalvsjön ingår i det delavrinningsområde (634269-132003) som SMHI kallar för Mynnar i Högvadsån. Medelhöjden är 142 meter över havet och ytan är 19,95 kvadratkilometer. Det finns ett avrinningsområde uppströms, och räknas det in blir den ackumulerade arean 38,01 kvadratkilometer. Skärshultaån som avvattnar avrinningsområdet har biflödesordning 3, vilket innebär att vattnet flödar genom totalt 3 vattendrag innan det når havet efter 49 kilometer. Avrinningsområdet består mestadels av skog (87 procent). Avrinningsområdet har 0,68 kvadratkilometer vattenytor vilket ger det en sjöprocent på 3,4 procent.